# 599 aC
L'any 599 aC es un any del calendari gregorià. En l'Imperi Romà havia estat conegut com l'any 155 Ab urbe condita. La denominació de 599 aC per aquest any ha estat utilitzada des de principis de l'edat mitjana, quan es va establir l'era del calendari de l'Anno Domini per denominar els anys.

## Esdeveniments

### Europa
- Es funda la ciutat de Camarina a la Magna Grècia (sud de Sicília).[1]
- A Lesbos hi ha un cop d'estat aristocràtic fallit contra Myrsila. Alceu i Antimènides són detinguts. Safo és exiliat a Siracusa i Alceu de Mitilene és exiliat a Egipte. Antimènides és enviat com a mercenari a Babilònia.[1]

### Proper orient
- Nabucodonosor II fa una incursió militar des de Síria contra els àrabs del desert.[2]
- El regne de Cambises I d'Anxan està sota la sobirania dels medes. Cambises succeeix al seu pare Cir I d'Anxan i es casa amb Mandane, filla del rei dels medes, Astíages de Mèdia. (any 600 aC o 599 aC).[2][3]

### Antiga Xina

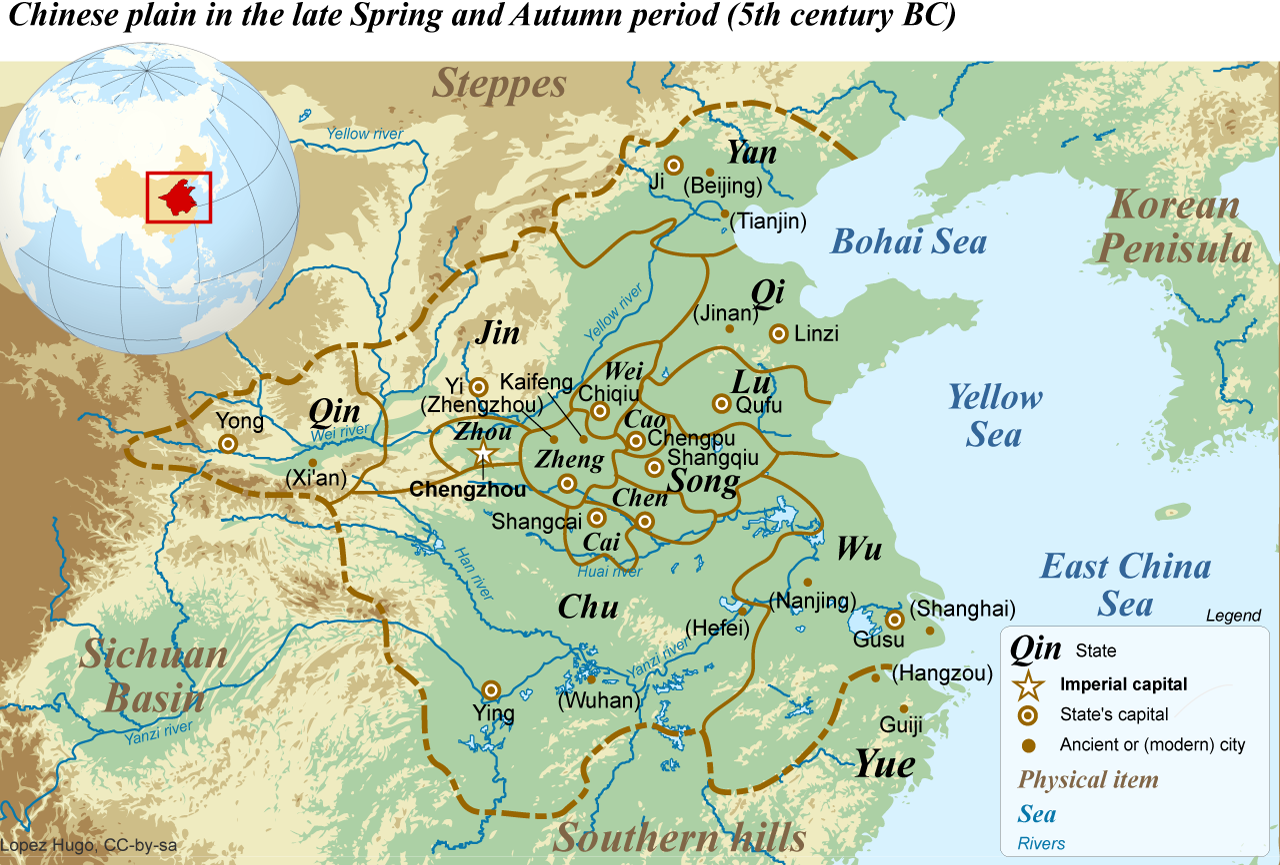
Mapa de Xina del segle V aC amb els estats autònoms

- Qi torna les terres que estava disputant a la regió de Jixi a l'estat de Lu.[4]
- 6 de març: Hi ha un eclipsi solar a la quarta lluna, el dia de Bing-chen.[5]
- Quarta lluna, dia de Ji-si: Wu-ye assoleix el govern de Qi després de la mort del seu pare, Hui-gong.[6][7]
- Cui Zhu, favorit del príncep Qi difunt és expulsat per Gao i Guo. Juntament amb el seu clan, fugen a Wei.[8]
- 5ª lluna, dia de Gui-si: el príncep Chen, Ling-gun és assassinat pel dignatari Xia Zhen-shu perquè havia deshonrat la seva mare, Xia-ji.[9] Xia Zheng-shu assumeix el tro. El fill gran de Ling Gong, Wu, fuig a Jin i dos dignataris de Gong fugen a Chu.[10]
- Sisena lluna: L'exèrcit Song s'enfronta contra Teng.[11]
- Sisena lluna: Les tropes de Jin, Song, Wei i Cao ataquen Zheng.[12] A la tardor, les tropes Chu també ataquen Zheng. Segons Zhuo Zhuan, el governant Jin, Shi Hui, acudeix a l'ajuda de Zheng.[13]
- A Zheng mor Zi Jia (assassí de Ling Kung) i la gent expulsa els membres de la seva família.[14]

- Tardor: El comandant militar Lu, Gongsun Gui-fu, lluita contra Zhu i ocupa la ciutat de Yi.[15]
- Tardor: Lu pateix una Inundació important. Els ambaixadors de Lu, Jisun Xing-fu i Gongsun Gui-fu viatgen a Qi per demanar ajuda. A Lu hi ha fam.[16]

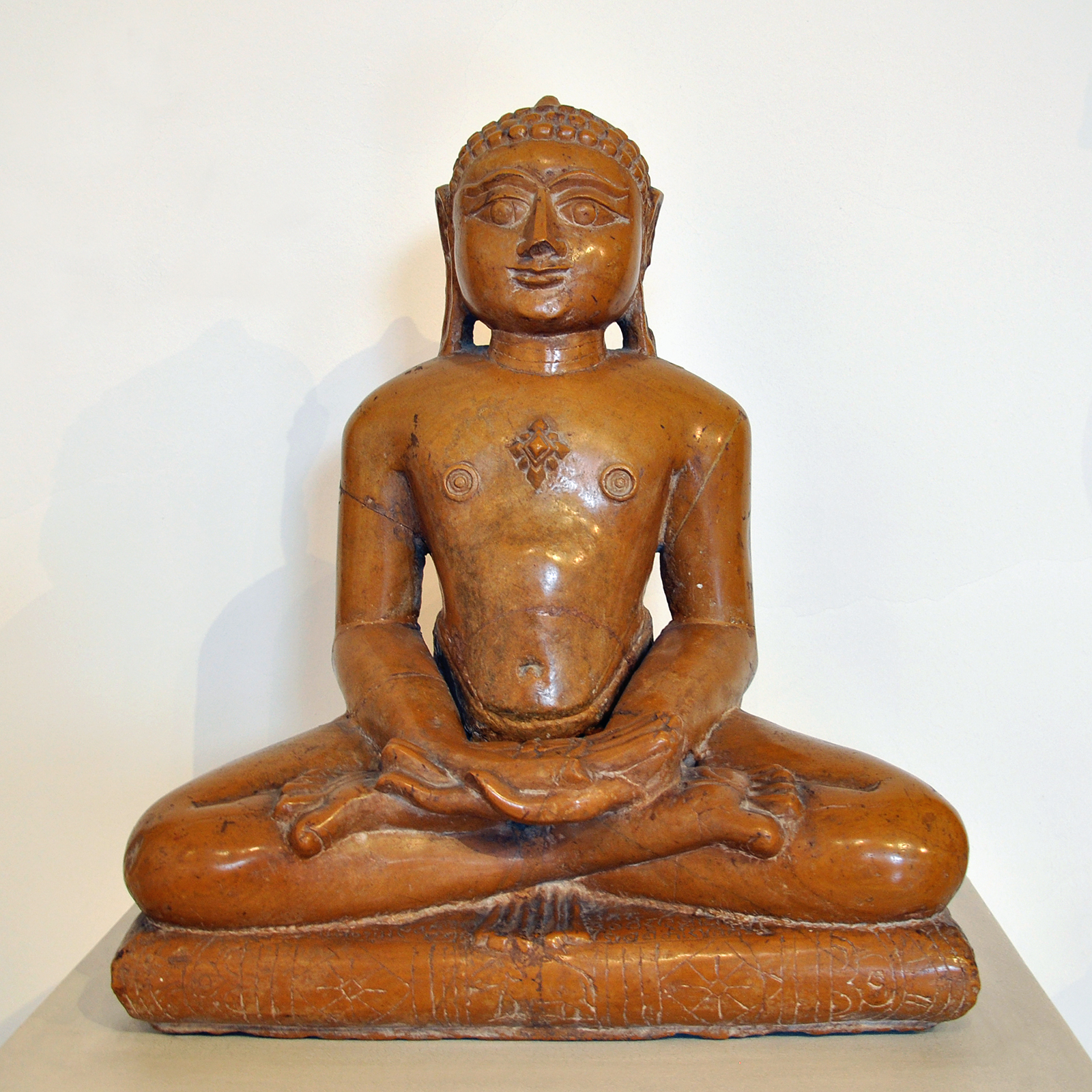
Mahavira, el 24è Tirthamkara, escultura de 1470 conservat als Museus Reials d'Art i Història (MRAH) de Brussel·les.

## Naixements
- Mahavira, un dels fundadors dels preceptes centrals del jainisme. L'últim dels tinthankara.[17]

## Necrològiques
- El duc Hui de Qi, governant de Qi (Shandong), a l'antiga Xina.[18][19]